# Oresbius tsugae
Oresbius tsugae är en stekelart som först beskrevs av Joseph Augustine Cushman 1939.  Oresbius tsugae ingår i släktet Oresbius och familjen brokparasitsteklar. Inga underarter finns listade i Catalogue of Life.